# Aloe mucronata
Aloe mucronata é uma espécie de liliopsida do gênero Aloe, pertencente à família Asphodelaceae.